# Данилова, Арина Антоновна
Ари́на Анто́новна Дани́лова (род. 23 декабря 2003, Якутск) — российская певица, блогер с 2,36-миллионной аудиторией, участница первого сезона российского «Голоса. Дети» («Первый канал») и десятого сезона российского «Голоса» («Первый канал»), победитель телешоу «Два голоса» (СТС).

## Биография
Родилась в Якутске. Мать — Инна Данилова, бывшая солистка Государственного театра оперы и балета Республики Саха (Якутии). Отец — Антон Данилов, предприниматель. Есть старшая сестра Дарья.
В 4 года переехала из Якутска в Москву.
Поёт с детства. Занималась в хоре «Angels» радиостанции Classic Radio, принимала участие в нескольких детских программах на канале СТС. (Впервые в 2009 году, в 5 лет, в проекте «Детские шалости», где пела вместе с Глюкозой.) Выступала с оркестром «Фонограф» Сергея Жилина.

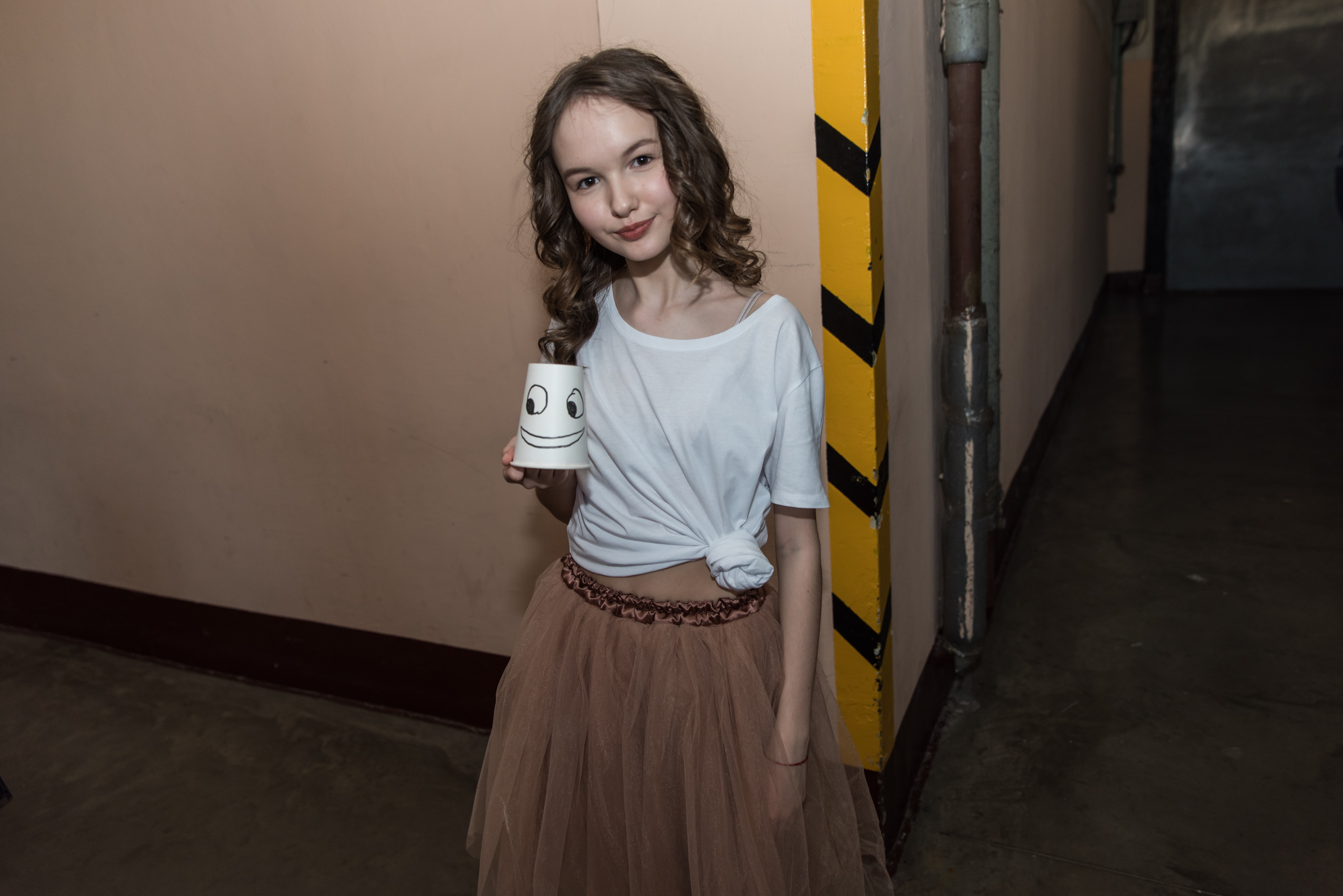
На 5-летии «Голоса. Дети». 2018

В 2013 году в 9 лет приняла участие в первом сезоне телешоу «Голос. Дети» на российском «Первом канале». На слепых прослушиваниях исполняла песню «Quizás, quizás, quizás», аккомпанируя себе на бумажном стаканчике в стиле «The Cup Song» из фильма «Идеальный голос». Этот номер с ней подготавливала старшая сестра Даша. Повернулись все три члена жюри: Дима Билан, Пелагея и Максим Фадеев. Данилова выбрала команду Пелагеи. Выбыла на этапе «поединков».
Участвовала в гастрольном туре «Голоса. Дети», проехавшем по 13 городам России. Начала вести радиопередачу на «Radiokidsfm».
В 2015 году снялась в короткометражном фильме «За день до успеха» и в телевизионном сериале «Женская консультация».
Затем в 13 лет снималась в телесериале «Следствие любви», вышедшем в 2017 году на «Пятом канале», это была её первая большая роль в кино. «Мне позвонили с Пятого канала и попросили приехать на пробы, а позже утвердили. Всё! Я уже снималась в сериале, но первый раз в таком звёздном составе», — рассказывала Данилова.
В феврале 2016 года в дуэте с матерью победила в финале телевизионного шоу «Два голоса».
К концу августа 2017 года имела 366 тысяч подписчиков в социальной сети Instagram.
Подписала контракт с музыкальным лейблом Media Land Первым синглом на этом лейбле стала песня «Что вижу, то пою», которую для Арины написала сестра Дарья. Затем вышел сингл «Я не твоё кино», и Дарья, выпускница режиссёрского факультета, придумала и сняла на неё клип.
В апреле 2018 года было объявлено, что Арина Данилова станет автором и ведущей музыкального проекта «Потопали в ТОП» на новом молодёжном телеканале «Го».
4 октября 2019 года Данилова выступала хедлайнером на церемонии вручения премий «Поколение М: Blog & Voice». На этом концерте представила публике ещё не вышедшую песню.[какую?]
10 октября 2019 года на экраны России вышло полнометражное аниме «Дети моря», где Арина Данилова озвучила главную героиню (за которую в оригинальной версии говорила Мана Асида).

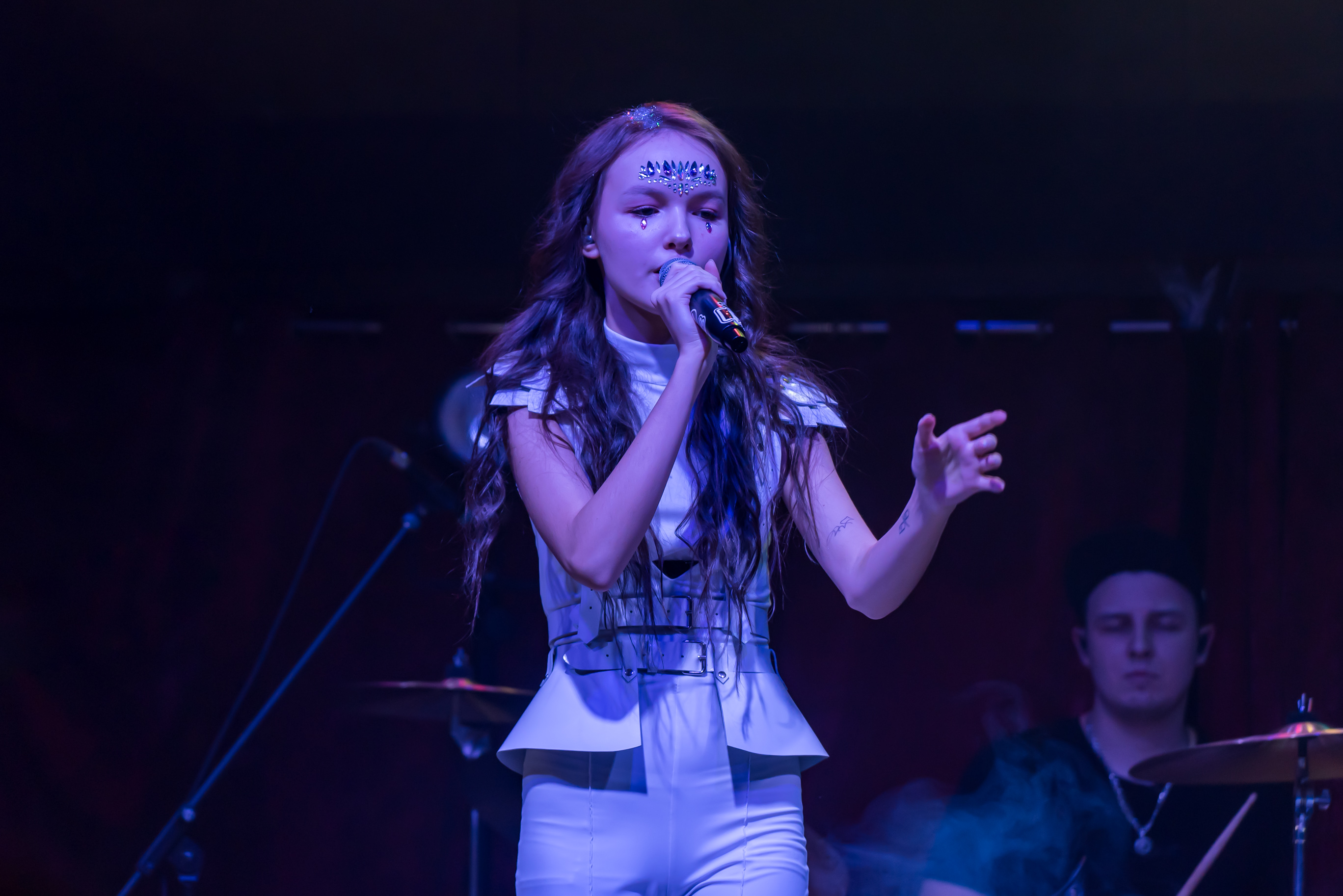
Большой сольный концерт. Москва, 10 ноября 2019

11 октября 2019 года вышел дебютный альбом Арины Даниловой — «Сомнения», в который вошли 9 авторских треков. 10 ноября в клубе «Москва» прошёл большой сольный концерт исполнительницы, посвящённый выходу альбома. Кроме Даниловой на нём выступили Миша Смирнов, являющийся автором аранжировок песен из альбома, а также Кирилл Скрипник и Саша Трачевский.
По состоянию на апрель 2020 года училась в 9 классе и параллельно работала на телевидении. Кроме того, стала послом донорского проекта «#ДНКДобра».
Летом 2020 года стала соведущей программы «Вечерний лайк» на телеканале «Музыка Первого».
18 октября 2020 года выступила на церемонии награждения победителей в парном разряде международного теннисного турнира St. Petersburg Open.
Снимает на Youtube шоу «Свидание вслепую», за которое в конце 2020 года была отмечена премией «Инстаkids».
В марте 2021 года в рамках онлайн-марафона, посвящённого старту нового сезона всероссийского конкурса «Большая перемена», провела творческую встречу со школьниками.

## Видеоблог
Основную часть своего времени Арина Данилова посвящает видеоблогу на YouTube. Ведёт его вместе с сестрой Дарьей. По состоянию на апрель 2017 года на канал Даниловой было подписано 500 тысяч человек, на начало 2022 года число подписчиков уже превышает 2,4 миллиона.
Из-за своей занятости (блог, концерты, работа на телевидении) в школе училась по свободному графику.

## Дискография

### Студийные альбомы
| Альбом                                                         |
| -------------------------------------------------------------- |
| «Сомнения» - Выпущен: 11 октября 2019 года - Лейбл: Media Land |

### Cинглы
| Год  | Название                | Примечания     | Альбом     |
| ---- | ----------------------- | -------------- | ---------- |
| 2015 | «Ими»                   | цифровой сингл | —          |
| 2018 | «Что вижу, то пою»      | цифровой сингл | —          |
| 2018 | «Я не твоё кино»        | цифровой сингл | —          |
| 2018 | «Волна»                 | цифровой сингл | —          |
| 2018 | «Выше неба»             | цифровой сингл | —          |
| 2018 | «Мечтай» (при уч. HARU) | цифровой сингл | —          |
| 2018 | «Знай, лишь ты»         | цифровой сингл | «Сомнения» |
| 2019 | «Сияй»                  | цифровой сингл | —          |

## Фильмография
- 2015: «За день до успеха» (фильм, Kid Likes Cinema Production) — главная роль[37]
Премьера 11 октября 2015 года в «Авиапарке»[37]
- 2015: «Женская консультация» (телесериал)[38]
- 2017: «Следствие любви» (телесериал, «Пятый канал») — Вероника Полякова[39]
- 2019: «Дети моря»[англ.] (полнометражное аниме) — Адзуми Лука (главная героиня)[40].

## Премии и номинации
| Год  | Церемония                    | Номинация      | Номинант(ы)                   | Результат | Ист.          |
| ---- | ---------------------------- | -------------- | ----------------------------- | --------- | ------------- |
| 2017 | «Девичник Teens Awards 2017» | Instagram года | Арина Данилова                | Победа    | [ 41 ]        |
| 2018 | «Девичник Teens Awards 2018» | Дуэт года      | Арина Данилова и Миша Смирнов | Победа    | [ 42 ]        |
| 2019 | «Девичник Teens Awards 2019» | Instagram года | Арина Данилова                | Победа    | [ 43 ] [ 44 ] |
| 2020 | «Инстаkids Awards»           | Лучшее шоу     | Арина Данилова                | Победа    | [ 26 ]        |

* Премия вручается Академией популярной музыки Игоря Крутого в сотрудничестве с телеканалом Music Box Russia.